# Bennet (svensk adelsätt)
Bennet är en svensk friherrlig adelsätt. 
Äldste angivne stamfader är en William Bennet till Grubet i Skottland. Hans sonson, Jacob (James) Bennet (död 1690), trädde 1650 i svensk militärtjänst vid Åbo läns kavalleri. Gabriel Anrep anger att ätten tillhörde adeln i hemlandet, av grenen Bennet of Grubet och att ättens valspråk är Benedictus qui tollit crucem. James Bennets far, William Bennet var bosatt i Edinburg och verkade som minister under Jakob I av England. På grund av förföljelser i kölvattnet av Engelska inbördeskriget flydde James Bennet på 1640-talet till Sverige och var årtiondet därefter i svensk tjänst. Han erhöll kungligt brev till lantmarskalken om antagning och immatrikulation vid Riddarhuset givet den 7 September 1675 på Uppsala slott av Karl XI. Han introducerades samma år den 18 september eller 20 september under nuvarande nr 831. Friherrebrevet anger dock märkligt nog att naturalisation och immatrikulation ska ha skett redan 1664.
James Bennet var gift med Christina Kinnemond, tillika skotte, vars far översten Thomas Kinnemond likaledes naturaliserats som svensk adelsman. Paret var bosatt i Pernau och fick nitton barn, men ätten fortlevde på svärdssidan endast med två söner, Thomas och Wilhelm Bennet. Av dessa återflyttade Thomas Bennets gren till England och hans gren räknas därmed som utgången i Sverige.
Hans yngre bror, generalmajoren av kavalleriet och chefen för Upplands femmänningsregemente till häst sedermera landshövdingen i Malmöhus län och kommendanten i Malmö, Wilhelm Bennet upphöjdes i friherrlig värdighet den 6 februari 1719 i Stockholm av Ulrika Eleonora. Han introducerades samma år under nr 154. Den adliga ätten 831 kom därför att utgå. Wilhelm Bennet slog sig ner i Skåne, där han skrev sig till Belteberga, Widöra, Rosendal, Ellinge slott och Bryneslöf. Hans hustru Magdalena Barnekow var dotter till Kjell Christoffer Barnekow och grevinnan Margareta von Ascheberg, varifrån bland annat Rosendal ärvdes av ätten Bennet och blev stamgodset.
Ätten kom därefter att delas i två grenar. Den äldre grenen härstammar från Wilhelm Bennets näst äldste son, översten Jacob Wilhelm Bennet och dennes hustru (såväl makens kusin som syssling) Margareta Barnekow. Deras äldsta barn, Magdalena Eleonora, är stammoder till ätten Horn af Rantzien. Huvudmannagrenen utgår från den sistnämndas brorson, överstelöjtnant Rutger Henrik Bennet till Rosendal och dennes hustru Sofia von Platen, dotter till friherrinnan Henrietta Charlotta Munck. Hans syster Magdalena Charlotta gifte sig med landshövdingen Fredrik Posse och var mor till statsministern Arvid Posse.
Den yngre grenen utgår från Wilhelm Bennets yngste son, landshövding Fredrik Bennet och dennes hustru friherrinnan Hedvig Elisabeth Sack.
Kjell Malcolm Bennet, som tillhörde den tredje yngre grenen av ätten, överflyttade till USA på 1890-talet och hans gren fortlever där och dessa ättemedlemmar skriver sig Bennett.

## Blasonering
| ”                                 | En Skiöld fördelt i fyra Fält, och mitt uppå fördehlningen des gamla Adelige Stam-Wapn, som är en Skiöld af Silfwer med blått Korsz uti; Men af sielfwa Frijherrlige Wapnet, är det första Fältet af gull, hwar uti står ett Rödt Leijon; det andra Fältet är blått i hwilket wisar sig en Sparre af Silfwer emellan tre Stiernor af samma metall, warandes Sparren Zirat med tre röda Rosor; Öfwer det 3:die Fältet, som äfwen är blått, gå tre Bander af Silfwer med fem röda Kulor på den medlersta, och fyra på hwardera af de bägge yttre; Det fierde Fältet är af gull, i hwilcket sees en grön Lagerqwist emellan twänne Korszwijs stälte dragne Wärior, under en blå Crona. Ofwan på Skiölden stå twänne öpne Tornerhielmar med en Frijherrlig Crona emellan, och en på hwardera Hielmen; Utur den högre Hielm-Cronan upstiger öfre delen af ett försilfrat Leijon, som håller med högre Ramen twå röda Pihlar; På den wänstra Hielm-Cronan sees en grön Lagerqwist emellan åtta Estandarer med gull och blått om hwar andra fördelte. Löfwärcket är af gull, silfwer, Blått och Rödt, och Wapnet Supporteras af ett tillbaka seende rödt Leijon och en swart Grijp, aldeles som detta Wapen med des egentelige färgor på andra sidan afmåhlat finnes. | „ |
| – Friherrebrevet i original, RHA. | |   |

Sköldmärke